# Sixto Possamai
Sixto Valentín Possamai (czasami Posamai) – piłkarz urugwajski, obrońca.
Possamai razem z klubem CA Peñarol dwa razy z rzędu zdobył tytuł mistrza Urugwaju – w 1944 i 1945 roku. Jako piłkarz klubu Peñarol wziął udział w turnieju Copa América 1946, gdzie Urugwaj zajął czwarte miejsce. Possamai zagrał w dwóch meczach – z Boliwią i Paragwajem.
W 1949 roku Possamai w barwach Peñarolu rozegrał 16 meczów i po raz trzeci zdobył mistrzostwo Urugwaju.